# Margaryta Yakovenko
Margaryta Yakovenko (* 1992 in Tokmak, Ukraine) ist eine spanische Journalistin und Schriftstellerin ukrainischer Herkunft.

## Leben
Margaryta Yakovenko wurde 1992 in Tokmak (Ukraine) geboren, zog aber im Alter von sieben Jahren in ein kleines Dorf an der Küste von Murcia, im Südwesten Spaniens. Yakovenko studierte Journalismus an der Universidad de Murcia und machte einen Master in Internationalem Politischem Journalismus an der Universitat Pompeu Fabra (Barcelona). Sie ist auch als Redakteurin und Herausgeberin in PlayGround, El Periódico de Cataluña und La Opinión tätig gewesen. Heute arbeitet sie für die Zeitung El País. Sie hat die Kurzgeschichte No queda tanto als Teil der Anthologie Cuadernos de Medusa (2018, Amor de Madre-Verlag) veröffentlicht. Desencajada (2020, Caballo de Troya) ist ihr erster Roman.

## Werke
- Cuadernos de Medusa (2018, Amor de Madre)
- Desencajada (2020, Caballo de Troya)